# Jason Cohen
Jason Cohen é um cineasta americano. Como reconhecimento, foi nomeado ao Oscar 2014 na categoria de Melhor Documentário em Curta-metragem por Facing Fear.